# Parcelă de frasin comun (monument al naturii din Ucraina)
Parcela de frasin comun (în ucraineană Праліс ясена звичайного) este un monument al naturii de tip botanic de importanță locală din raionul Adâncata, regiunea Cernăuți (Ucraina), situat la est de satul Tureatca. Este administrat de „Silvicultura Cernăuți”.
Suprafața ariei protejate constituie 5,7 hectare, fiind creată în anul 2001 prin decizia comitetului executiv regional. Statutul a fost acordat pentru protejarea unei porțiuni a pădurii cu plantații valoroase de frasin comun cu vechimea de la 180 la 330 de ani.